# Juhász Gyula (költő)
Juhász Gyula (Szeged, 1883. április 4. – Szeged, 1937. április 6.) magyar költő. A 20. század első felében Magyarország egyik legelismertebb költője, József Attila előtt a magyarság sorsának egyik legjelentősebb magyar lírai kifejezője.

## Élete
Juhász Illés (1853–1902) posta- és távírdafőtiszt és felesége, Kálló Antal leánya, Kálló Matild (1862–1953) első gyermekeként született.
1893–1902 között a szegedi piarista gimnázium tanulója volt. 1899. május 21-én jelentek meg első versei a Szegedi Naplóban, augusztus 25-én az Ovidius című versét közölte a Budapesti Napló. 1899. augusztus 26. – 1900. május 5. között piarista novícius Vácon. 1902. május 26-án apja meghalt. 1903–1906-ban a Budapesti Tudományegyetem magyar–latin szakos hallgatója volt. Barátságot kötött Babits Mihállyal, Kosztolányi Dezsővel és Oláh Gáborral. A Négyesy-szeminárium titkára lett. 1904. november 26-án, a diáktüntetés alkalmával rendőrkardlap megsebesítette fejét és kezét. 1905-ben megismerkedett Adyval, aki nagy hatással volt rá.
1906 júniusában tanárvizsgát tett, majd a Máramarosszigeti Piarista Gimnáziumban tanított, 1908-ig. 1907. február 9-én öngyilkossági szándékkal eltűnt a városból. Március 17-én tanári államvizsgát tett Budapesten, megismerkedett Gulácsy Lajossal.
1907. augusztus 17-én publikálta első újságírói sikerét hozó vezércikkét a Szeged és Vidékében Tetemrehívás címmel. Ősszel a lévai piarista gimnáziumban kezdett tanítani. Október 1-jén elhagyta Lévát, Pestre utazott, s a Lánchídról a Dunába akart ugrani, de ifjúkori szerelme, Klima Ilona véletlenül arra járt, s közölte vele, hogy Szegeden megjelent első verseskönyve (Juhász Gyula versei), s ezzel a hírrel visszaadta életkedvét. Október 3-án hazatért Szegedre.
1908–1911-ben a nagyváradi premontrei gimnázium ideiglenes tanáraként egyik megalapítója volt A Holnap antológiát kiadó költői mozgalomnak. Megismerte Sárvári Anna (1887–1938) színésznőt, akihez reménytelen szerelem fűzte. Első Anna-verse 1908. október 25-én jelent meg.

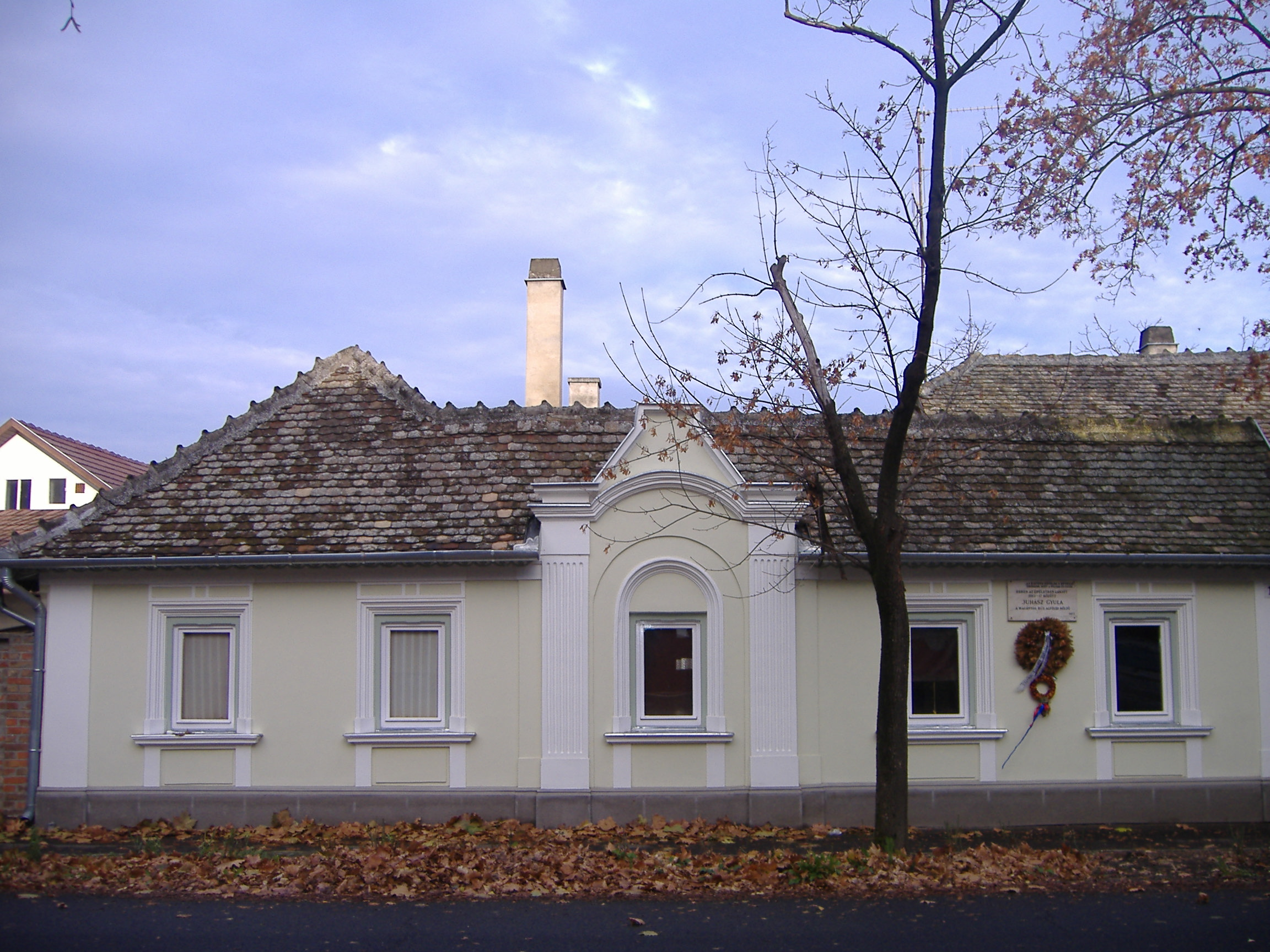
Juhász Gyula makói háza

1911–1913-ban a szakolcai királyi katolikus főgimnázium tanára volt, de ezt száműzetésnek érezte. 1913–1917-ben a makói állami főgimnáziumban tanított magyart és latint, s ez idő alatt a városban lakott.
1914. március 6-án a pesti Nemzeti Szállóban mellbe lőtte magát. A Szent Rókus Kórházban kezelték, ahol fölkereste Eőrsi Júlia. 1917. január 8-án idegrohamot kapott, betegségével a budapesti Moravcsik-klinikán kezelték. Április 9-én hivatalosan elmebetegnek nyilvánították. 1915. január elején megjelent második kötete, Új versek címmel.
1918. november 22-én tagja lett a szegedi Nemzeti Tanácsnak. A radikális párt al-, majd társelnöke, népgyűlések szónoka, a Délmagyarország vezető publicistája volt. 1919. március 24-én Forradalmi kiskáté című írásában köszöntötte a kommunista hatalomátvételt. Április 8-án a szegedi színház direktóriumának tagjaként új műsorpolitika kialakításához kezdett. Május 7-én a francia megszállás alatt levő Szegeden, a már április közepén fölülkerekedő ellenforradalom elüldözte a színház éléről; tanárgyűlésen bántalmazták. Életét derékba törte a kommün bukása. Nyugdíjat nem kapott, verseivel, cikkeivel kereste kenyerét. A Munka című szociáldemokrata lap dolgozótársa, a munkásotthonban folyó kulturális munka irányítója volt.

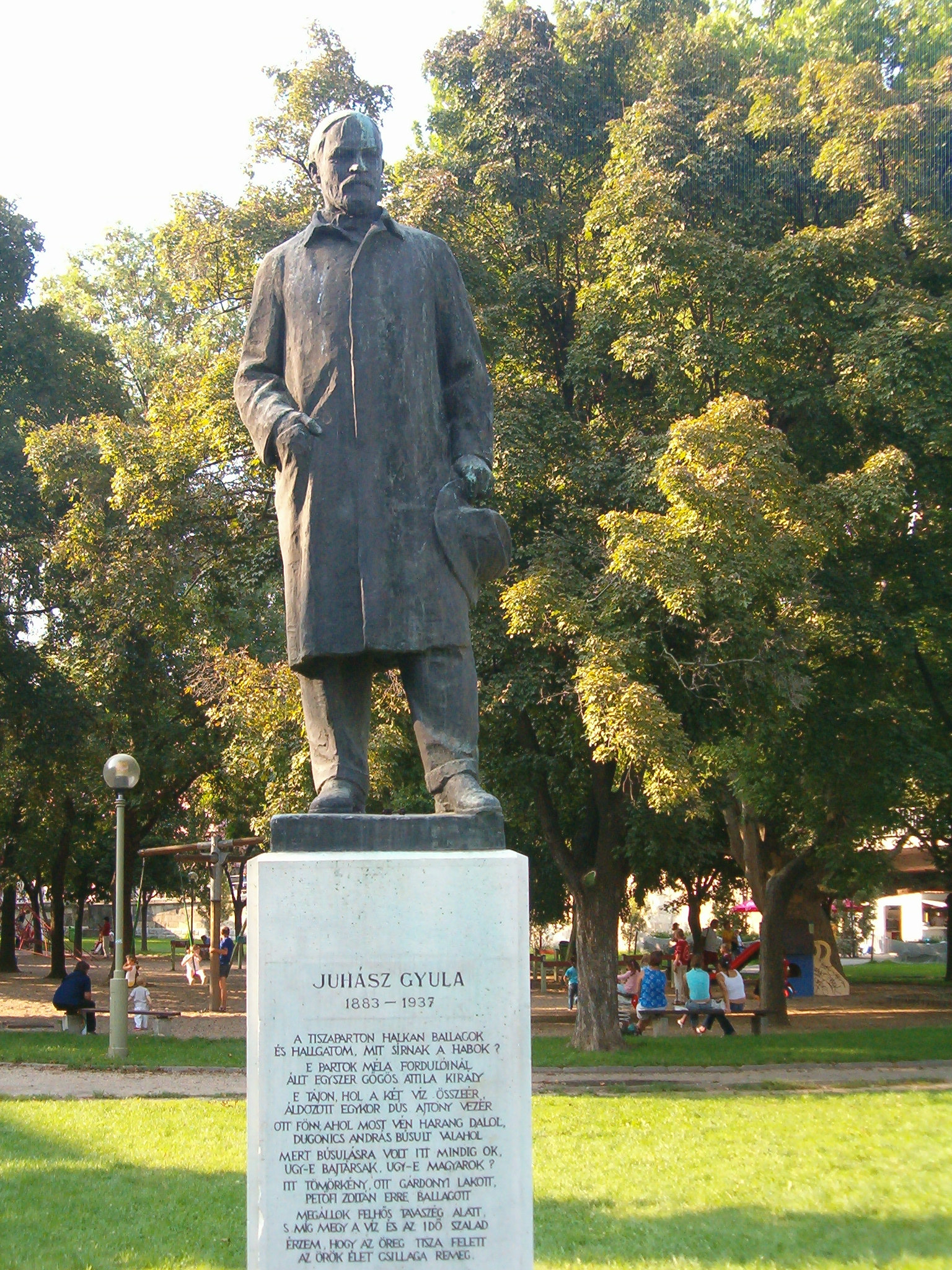
Juhász Gyula szobra Szegeden

Negyedszázados költői jubileumát 1923. május 20-án Babits Mihály, Kosztolányi Dezső és Móra Ferenc köszöntötte. 1925-ben egyik cikke miatt bíróság elé került, de felsőbb fokon fölmentették.
1926-ban Bécsben József Attila kalauzolta; Kassákkal, Hatvanyval találkozott. 1926 augusztusában Ipar utca 13. szám alatti szülőházát lebontották. 1928-tól havi 44 pengő nyugdíjat kapott. 1929. január 18-án elsőként jutalmazták Baumgarten-díjjal (1930-ban és 1931-ben is megkapta), a siker azonban megbénította. Az év nagy részét a budai Schwartzer-szanatóriumban töltötte. A magány, az elszigeteltség fokozta idegbaját. 1937. április 6-án szándékosan túladagolta magát veronállal, ami végzetesnek bizonyult.
Juhász Gyula egész életén át boldogtalan volt, társtalan magánya sohasem oldódott fel, tragikus betegsége, pesszimista kedélyvilága csaknem a kezdetektől rányomta bélyegét verseire. Így lett lírájának alaphangja a mélabú és a rezignált bánat. Költői stílusát kevésbé hatja át a szimbolizmus, mint a századelő nagy újítóiét, nyelve konkrétabb, reálisabb, érthetőbb. Költeményei általában rövidek, kompozíciójuk zárt. Az impresszionista hangulatlíra művelője volt. Mélyen hitt a szépségben és a művészetben, mely az elveszett Édent jelentette neki.

## Tájversei

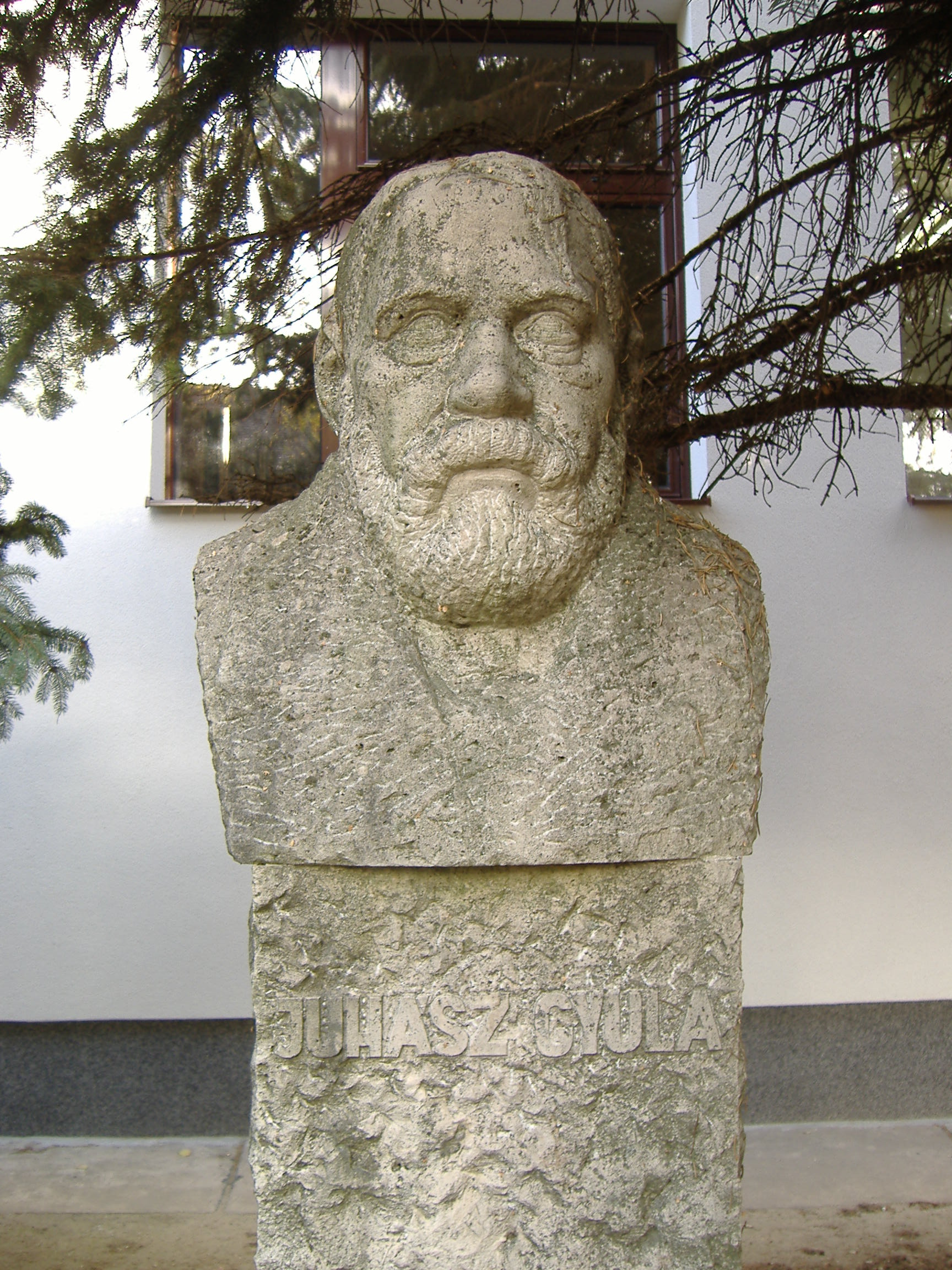
A költő szobra Makón

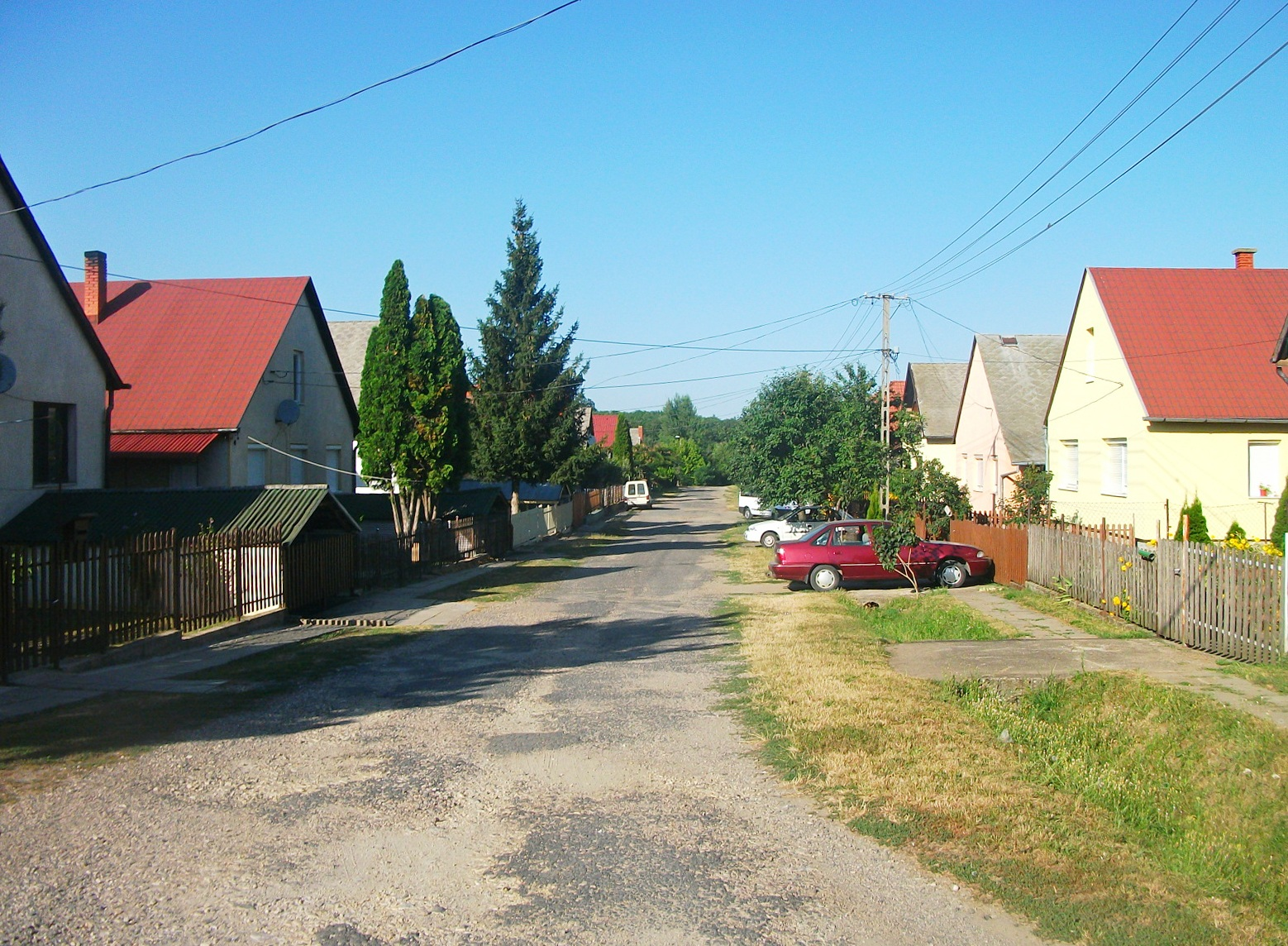
Juhász Gyula nevét viselő utca Zichyújfaluban

A Tisza-part volt Juhász Gyula kedves világa. A Tiszai csönd című verse A Hétben jelent meg 1910 őszén. A költeményben egyszerre szólal meg csönd, nyugalom, békesség, harmónia és fájdalom, egyedüllét. A kulcsszó a „hajó”, amely a költő számára az otthont, a szülőföldet és benne saját magát jelenti, a költő és szűkebb hazája összetartozását. A Tisza-parti este varázslatos hangulatát finom metaforával érzékelteti: „Hálót font az est, a nagy barna pók.” A metafora az idő lassú múlását és a sötétség fokozatos beálltát egyaránt megjeleníti. A táj nyugalmát a térből kiragadott egyetlen pont – a mozdulatlan tiszai hajók képe is jelzi.
Az estében az égi és a földi világ kapcsolatot tart egymással: a csillagok hallgatják a harmonikaszót, a hold fénye beezüstözi a hajókat. A fények, színek, hangok szinte mindenütt átjárják az impresszionista képeket. A vers alaptónusát a mély magánhangzók és a lágy mássalhangzók határozzák meg. A szépséges természeti képeket valami szomorúság is belengi.
1912-ben Szakolcára nevezték ki helyettes tanárnak. Bár a költő számkivetettnek érezte magát, költészete itt is gazdagodott: kiérlelődött az új táj élménye, az Alföld utáni vágy, az Anna-szerelem sajátos továbbélése. A költészet eszközeivel festett most tájképet a Magyar táj, magyar ecsettel című versében, amelyben a tájrajz új tartalommal telítődött: milyennek látta egy 20. század eleji költő a magyar tájat, a magyar valóságot. A Tisza-környéki vidéket örökítette meg: fűzfák, folyóvíz, tehenek. A jelzős szerkezetek a táj sivárságát, az én kiábrándultságát fejezik ki. A tájban minden megviselt, élettelen. A szépségbe fájdalom vegyül. A vers zárójeles utolsó sorában a költő önmagát is belerajzolta a képbe.

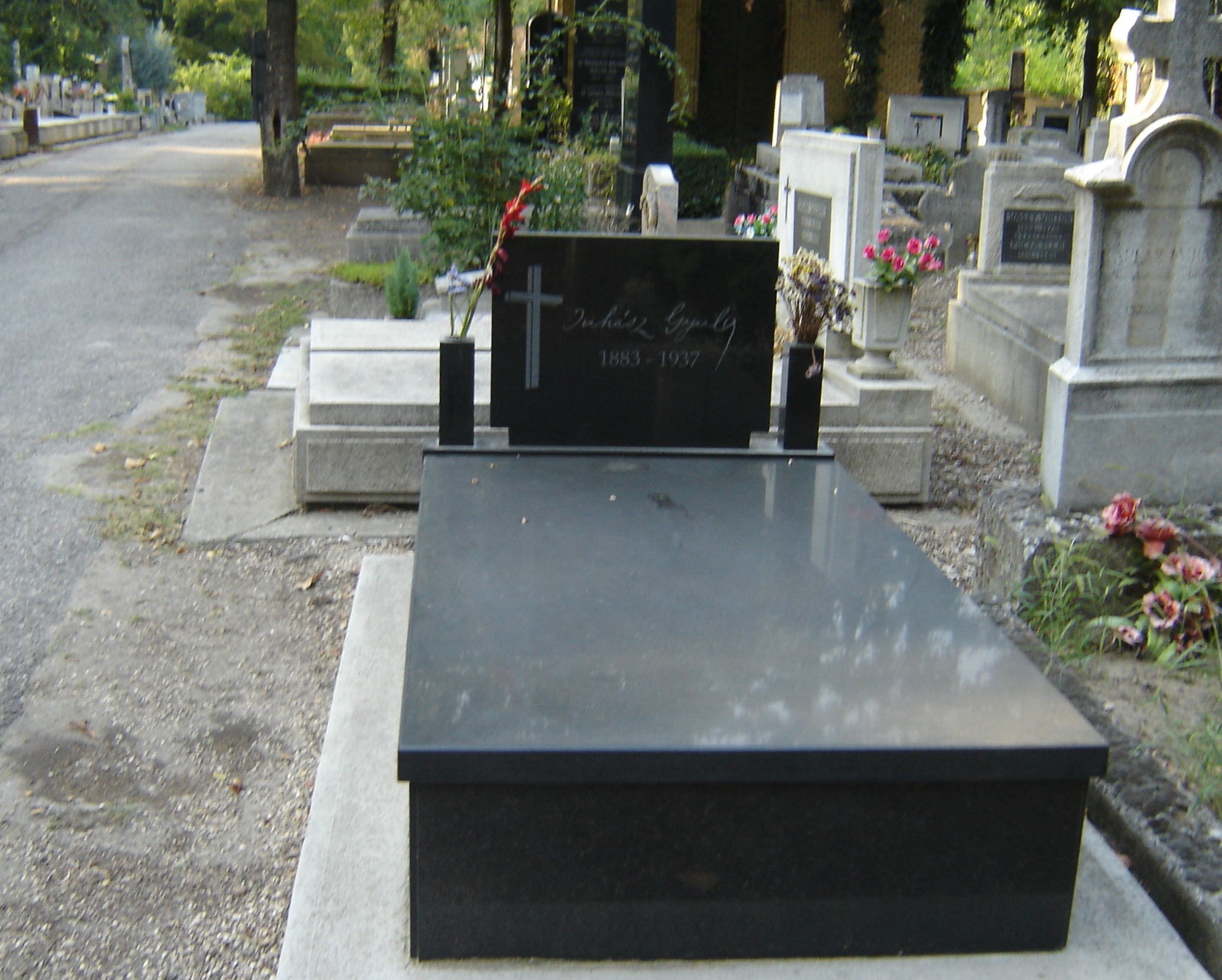
Juhász Gyula sírja a szegedi Belvárosi temetőben

Fekete Mária című versének sorai a Szegedi ferences templomban látható kép melletti falrészen márványba vésve olvasható:

Ősi templom árnyas szögletében
Századoknak füstje és pora
Lassan lepte be, s ő mély sötéten
Néz a jövőbe hét tőrrel szívében:
Magyarok Asszonya

## Emlékezete
- 2024 óta nevét viseli a 602922 Juhászgyula kisbolygó.[8]

### Emlékezete Erdélyben
Juhász Gyula Máramarosszigeten kezdte tanári pályáját, majd Nagyváradon, Makón és Szakolcán tanított. Itt A Holnap szellemi vezére volt. Nagyváradi évei – a költői beérkezés holnapos esztendei – egy új író-költő nemzedék csapatának indulatos vitákat, irodalmi csatározásokat sem mellőző útra bocsátásával és elismertetésével korszakot teremtettek. Ady barátjaként és harcostársaként él a köztudatban, 1919 után is számos erdélyi lap közölte verseit, a konzervatív és haladó irodalmi irányzatok egyaránt számontartották, s főleg a Pásztortűz, az Ellenzék és Vasárnapi Újság kínál hasznos adatokat a Juhász-filológia számára. Halálakor Nagyváradon kegyeletes cikkek búcsúztatták. „Juhász Gyula megölte magát” – jelent meg egykori lapjában, a Nagyváradi Naplóban 1937. április 8-án a címoldalas nekrológ, s a Nagyvárad és a Szabadság is méltatta egykori munkatársát. Az Erdélyi Helikonban Kovács László, a Korunkban Barta Lajos emlékezett meg róla.
Az első kötet, mely terjedelmesebben és a szemtanú hitelével idézte fel emlékét, Nagy Andor Tavasz Váradon c. munkája (1939). Hasonló jellegű emlékezések születtek még Dutka Ákos, az egykori nagyváradi sorstárs révén, későbbi könyve, A Holnap városa előzeteseként; vershelyzetek felelevenítéséről Tessitori Nóra írásában (Egy szonett története) vagy az ESZC kiadta Kovács László-kötetben (Az irodalom útján, 1940) olvashatunk, majd Tabéry Géza idéz Juhász-emlékeket a Szabadságban („Furcsa úgy-e, Elvtárs…”), Antal Sándornak címezve.
A megemlékezés egyik mozzanatára A Holnap városában 1942-ben került sor. Tabéry kezdeményezésére Juhász Gyula egyik váradi lakhelyének utcáját, az egykori és később ismét Holdvilág utca néven ismert szőlős dombi kaptatót a költőről nevezték el, Szegedet, Juhász szülővárosát is megelőzve. Nagyvárad először hódolt az Anna-versek poétájának, akit ekkor a szintén nagyváradi költő-publicista Horváth Imre is felidézett Váradon volt a legboldogabb az Anna-versek költője c. írásában (Esti Lap, 1941. május 23.), egyébként Juhász régi csodálójaként, hiszen ugyancsak ő jegyezte már az Aradi Közlöny 1937. április 8-i számában a Juhász Gyula halálára című verset, amikor Radnóti Miklós, József Attila és Emőd Tamás is szerzett költői nekrológot.
A Juhász-irodalom első nagyobb lélegzetű vállalkozása egy Tabéry-előszó (Pro memoria) és a helyi kiadás révén fűződik Nagyváradhoz: Magyar László Milyen volt szőkesége… c. könyve 1942-ben emlékezett meg a poétáról. Az irodalmi körökben érdeklődéssel fogadott munkát hozzászólások kísérték: 1942. március 21-én a Nagyváradban Salgó Sándor, a váradi Esti Lapban Halmay Árpád újította fel a költő emlékét, majd Jancsó Elemér Két diák Juhász Gyula sírjánál c. írása jelent meg a Nagyváradban (1942. március 24.). Ebben az időszakban rendezték meg a Református Kultúrpalotában, Juhász Atalanta c. operettsikerének színhelyén az első nagyváradi Juhász Gyula-estet is, melyen Tabéry Géza és Dutka Ákos, valamint a színtársulat versmondói szerepeltek. A Juhász-emlékezet érdekessége Scheiber Sándor Szentírási képek Juhász Gyula verseiben c. írása a kolozsvári Zsidó Diák-naptár 1943–44-es kötetében.
A költő születésének 60. évfordulóján, 1943-ban ismét Nagyvárad felé fordult Juhász tisztelőinek figyelme: a premontreiek gimnáziumában, Juhász tanár úr egykori iskolájában emléktáblát lepleztek le, az ünnepség szónoka Tabéry Géza volt. Csak szórványos közlések éltették a poéta emlékezetét: így Serestély Béla írása az aradi Havi Szemlében (1944).
A második világháború után Jancsó Béla közölte az első Juhász-emlékezést az Utunkban (1947/12); az Új Élet és az Igazság cikkei 1952-ben, a költő halálának 15. évfordulóján jelentek meg (az utóbbiban Szász János írása). Később az Utunkban Pogány Sándor Tanítványa voltam Juhász Gyulának címen (1956/40), majd az Igaz Szóban Egy nap Juhász Gyulával c. írásában (1957/2) Serestély Béla és Népével nő Juhász Gyula c. méltatásával (1957/4) Molter Károly áldozott emlékének.
Juhász Gyula emlékezetének újabb eseménye volt a költő halálának 20. évfordulóján, 1957-ben rendezett emlékünnepély Nagyváradon. Pataki Bálint az Utunkban, Sztojka László és Pogány Sándor az Igazságban, majd az Atalanta díszlettervezője, a szintén Holnapos Manojlovics Tódor az Igaz Szóban elevenített fel epizódokat a költő életéből.
Utána közel két évtizedig ismét alig akadt említésre méltó erdélyi magyar emlékezés. Magyarországon időközben már megjelent résztanulmányok (Grezsa Ferenc, Péter László, Szalatnai Rezső kötetei) s egy igényes emlékkönyv kiadása, majd a költő Összes Műveinek kritikai kiadása után a még hiányzó teljességigényű monográfiát ugyan nem pótló, de elősegítő célzattal ismét nagyváradi szerző élesztette fel Juhász Gyula emlékét. Indig Ottó László előbb doktori értekezésének néhány fejezetében, ezt követően ismeretlen Juhász-költemények és elbeszélések közlésével (NyIrK, A Hét), továbbá a Juhász-színikritikákat is idéző Téka-kötetben (Nagyváradi színikritikák A Holnap évtizedében, 1975) értékesítette kutatásait, következő kötete pedig (Juhász Gyula Nagyváradon, 1978) első összegezése annak, amit Nagyvárad egykori hét napilapjából, valamint a későbbi Juhász-irodalomból dokumentálva a költő nagyváradi éveiről megtudhatunk. Már e Kriterion-kötet tanulságait is figyelembe véve, további kutatások újabb eredményeit is beépítve írja meg újabb Juhász-tanulmányait s a Nincs szebb jövendők májusánál c. kismonográfiát (Kolozsvár, 1980). Diósszilágyi Ibolya, aki Juhász-kutatásainak eredményeit korábban a kritikai kiadás köteteiben, majd a Művelődésben (1957/8) tette közkinccsé, A Hétben (1983/35) emlékezett Juhász tanár úrra, s átfogó monográfiát készített elő kiadásra a költő nagyváradi éveiről.
Juhásszal kapcsolatos gazdag emlékanyaga révén említést érdemel a nagyváradi Ady-múzeum is. Tárlóiban számos fotó, szövegmásolat, dokumentum idézi A Holnap szervezőjének Adyhoz és Nagyváradhoz fűződő kapcsolatait.
Születésének 100. évfordulója alkalmából a Tápai lagzi elemzésével idézi a költő emlékét Mózes Attila az Utunkban (1983/13) és Markó Béla az Igaz Szóban (1983/4), tragikus magányosságáról festett képet "Hic fuit Juhász Gyula..." c. esszéjében Luczai András (A Hét, 1983/14). A centenáriumot a Nagyváradi Állami Színház magyar tagozata Város, kinek nem látni mását c. Juhász-versműsorral ünnepelte meg 1983. május 13-án.

## Társasági tagság
- Dugonics Társaság

## Kötetei
- Juhász Gyula versei; Dugonics Ny., Szeged, 1907
- A Holnap. Ady Endre, Babits Mihály, Balázs Béla, Dutka Ákos, Emőd Tamás, Juhász Gyula, Miklós Jutka versei; sajtó alá rend. Antal Sándor; A Holnap Irodalmi Társaság, Nagyvárad, 1908
- A Holnap új versei. Második könyv; összeáll., bev. Kollányi Boldizsár; Deutsch, Budapest, 1909
- Új versek. 1908-1914; Tevan, Békéscsaba, 1914 (Tevan-könyvtár)
- Késő szüret. Versek; Táltos, Budapest, 1918
- Ez az én vérem. Versek; Endényi, Szeged, 1919
- Nefelejcs; Kovács Henrik, Szeged, 1921
- Réti Ödön: Viora. Színmű 1 felvonásban / Juhász Gyula: Szép csöndesen. Szögedi idill / Lugosi Döme: Színészjubileum. Ünnepi játék egy felvonásban; Szinházi Ujság, Szeged, 1924 (A Szegedi Városi Színház műsora)
- Testamentom; Délmagyarország, Szeged, 1925
- Szögedi színház Gyalu műsorával. Tragikomédiák és komitragédiák; Délmagyarországi Ny., Szeged, 1926
- Magyar László: Grimasz. Szegedi panoptikum 2. Linoleumba metszett karrikatúrák; előszó Juhász Gyula; szerzői, Szeged, 1928
- Hárfa; Genius, Budapest, 1929
- Holmi; Genius, Budapest, 1929
- Fiatalok, még itt vagyok! Versek; előszó Babits Mihály; Magyar Téka, Szeged, 1935 (Magyar Téka kiadványa. 2. sorozat)
- Juhász Gyula összes versei 1905-1929; bev. Sík Sándor, sajtó alá rend. Paku Imre; Szukits, Budapest, 1940
- Juhász Gyula összes versei. Hírlapi és kézirati vershagyaték; sajtó alá rend. Paku Imre; Szukits, Budapest, 1941
- Tömörkény István élete és művei; Dugonics Társaság, Szeged, 1941
- Juhász Gyula összegyűjtött versei; Szukits, Budapest, 1943
- Szabadkai versek; Városi Ny., Szabadka, 1943
- Juhász Gyula elfelejtett makói verseiből; vál., bev. Péter László; s.n., Makó, 1953 (A makói múzeum füzete)
- Juhász Gyula elfelejtett Anna-versei; közli Péter László; Szegedi Ny., Szeged, 1956 (Irodalomtörténeti dolgozatok)
- Örökség. Válogatott prózai írások, 1-2.; vál., bev., jegyz. Péter László; Szépirodalmi, Budapest, 1958
- Petőfi elmegy. Ünnepi játék. 1922; sajtó alá rend., bev. Péter László; Szegedi Ny., Szeged, 1958
- Babits Mihály, Juhász Gyula, Kosztolányi Dezső levelezése; Török Sophie gyűjtése alapján sajtó alá rend., jegyz. Belia György; Akadémiai, Budapest, 1959 (Új magyar múzeum Irodalmi dokumentumok gyűjteménye)
- Juhász Gyula összes versei; sajtó alá rend. Ilia Mihály, Péter László; Szépirodalmi, Budapest, 1959
- Orbán lelke. Regény; utószó Szalatnai Rezső, ill. Borsos Miklós; Szépirodalmi, Budapest, 1963
- Szakállszárító. Aforizmák; sajtó alá rend. Péter László; Szegedi Ny., Szeged, 1971
- Nagyváradi színikritikák a Holnap évtizedében. Ady Endre, Bíró Lajos, Dutka Ákos és Juhász Gyula írásai a színházról; vál., bev. Indig Ottó; Kriterion, Bukarest, 1975 (Téka)
- Juhász Gyula válogatott művei; vál., szöveggond., jegyz. Ilia Mihály és Péter László, utószó Péter László; Szépirodalmi, Budapest, 1981 (Magyar remekírók)
- Juhász Gyula összes művei; szerk. Péter László. 1-9. köt. Budapest, Akadémiai Kiadó, (1963-1981) (Kritikai kiadás) ISBN 963-05-0040-X
- Juhász Gyula összes költeményei; szerk., utószó Péter László. 1-2. köt. Budapest, Unikornis, (1993)[9] (Juhász Gyula összes ismert versét tartalmazza.) ISBN 963-8350-00-8
- Juhász Gyula összes költeményei; szerk. Péter László; 2. jav. kiad.; Osiris, Budapest, 2006 (Osiris klasszikusok)
- Szakállszárító. Posztumusz aforizmák; Magyar Szépmíves Céh, Pécs, 2010

### Juhász Gyula összes művei, kritikai kiadás
Szerk. Péter László, Akadémiai, Budapest, 1963-1981, 9 db
- Versek, 1-3.; sajtó alá rend. Ilia Mihály, Péter László; Akadémiai, Budapest, 1963  
  - Versek 1. 1898-1911 (Juhász Gyula összes művei, 1.)
  - Versek 2. 1912-1925 (Juhász Gyula összes művei, 2.)
  - Versek 3. 1926-1934. Utánzatok, rögtönzések, töredékek, énekkari szövegek, műfordítások (Juhász Gyula összes művei, 3.)
- Elbeszélések, színpadi játékok, aforizmák; sajtó alá rend. Péter László; Akadémiai, Budapest, 1975 (Juhász Gyula összes művei, 4.)
- Prózai írások, 1-4.; Akadémiai, Budapest, 1968-1971 
  - Prózai írások 1. 1898-1917; sajtó alá rend. Grezsa Ferenc, Ilia Mihály (Juhász Gyula összes művei, 5.)
  - Prózai írások 2. 1918-1922; sajtó alá rend. Grezsa Ferenc (Juhász Gyula összes művei, 6.)
  - Prózai írások 3. 1923-1926; sajtó alá rend. Ilia Mihály (Juhász Gyula összes művei, 7.)
  - Prózai írások 4. 1927-1936; sajtó alá rend. Ilia Mihály (Juhász Gyula összes művei, 8.)
- Levelezés. 1. 1900-1922; sajtó alá rend., jegyz. Belia György; Akadémiai, Budapest, 1981 (Juhász Gyula összes művei, 9.)

## Szakirodalom
- Baróti Dezső: Juhász Gyula. Tanulmány; Prometheus Ny., Szeged, 1933 (Szegedi Fiatalok Művészeti Kollégiuma)
- Szabó Dezső: Juhász Gyula; Ludas Mátyás, Bp., 1937 (Szabó Dezső füzetek)
- Kozocsa Sándor: Juhász Gyula; Egyetemi Ny., Bp., 1937
- Szalatnai Rezső: Juhász Gyula Szakolcán; Toldy Kör, Bratislava-Pozsony, 1940 (Szlovákiai magyarok kincsestára)
- Vásárhelyi Júlia: A fiatal Juhász Gyula; Ablaka György Ny., Szeged, 1940
- Magyar László: Milyen volt szőkesége ... Juhász Gyula remeteévei; előszó Tabéry Géza; Erdélyi Egyetemes Könyvtár, Nagyvárad, 1942
- Madácsy László: Az ismeretlen Juhász Gyula; Szent Gellért Ny., Szeged, 1947 (A Tiszatáj füzetei)
- Madácsy László: Juhász Gyula Pozsonyban; Szent Gellért Ny., Szeged, 1947 (A Tiszatáj füzetei)
- Császtvay István–Péter László: Juhász Gyula makói évei. 1913-1917; Péter László, Bp., 1955
- Kispéter András: Juhász Gyula; Művelt Nép, Bp., 1956 (Nagy magyar írók)
- Vág Sándor: A "La Hongrie Républicaine" és Juhász Gyula; s. n., Szeged, 1957 (Irodalomtörténeti dolgozatok)
- Eörsi Júlia: Tiéd a sírig. Emlékeim Juhász Gyuláról; Tudományos Ismeretterjesztő Társaság, Szeged, 1957
- Ur György: Juhász Gyula ifjúsága; Szegedi Ny., Szeged, 1958
- Lakatos Attila–Péter László: Juhász Gyula és Gyula; Békés Megyei Ny., Gyula, 1959 (A gyulai Erkel Ferenc Múzeum kiadványai)
- Péter László: Juhász Gyula a munkásmozgalomban; Hazafias Népfront, Szeged, 1961
- Kiss Ferenc: A beérkezés küszöbén. Babits, Juhász és Kosztolányi ifjúkori barátsága; Akadémiai, Bp., 1962 (Irodalomtörténeti füzetek)
- Szalatnai Rezső: Juhász Gyula hatszáz napja; Magvető, Bp., 1962
- Juhász Gyula. 1883-1937; szerk., jegyz. Paku Imre; Magvető, Bp., 1962
- Grezsa Ferenc: Juhász Gyula egyetemi évei. 1902-1906; Akadémiai, Bp., 1964 (Irodalomtörténeti füzetek)
- Péter László: Juhász Gyula a forradalmakban; Akadémiai, Bp., 1965 (Irodalom – szocializmus)
- Vargha Kálmán: Juhász Gyula; Gondolat, Bp., 1968 (Irodalomtörténeti kiskönyvtár. Magyar írók)
- Juhász Gyula költői nyelvének szótára; szerk. Benkő László; Akadémiai, Bp., 1972
- Kelemen Ferenc: Régi idők, régi emberek. Karcolatok Makó múltjából; Makó város Tanácsa V. B., Makó, 1976 (A makói múzeum füzetei)
- Indig Ottó: Juhász Gyula Nagyváradon. 1908–1911; Kriterion, Bukarest, 1978
- Anton N. Nyerges: Gyula Juhász. The beard sunner; Autor, Richmond, 1980
- Indig Ottó: Nincs szebb jövendők májusánál. Juhász Gyula életútja; Dacia, Kolozsvár-Napoca, 1980 (Kismonográfiák)
- Péter László: Így élt Juhász Gyula; Móra, Bp., 1980 (Így élt)
- Péter László: Kilenc írás Juhász Gyuláról; Megyei Könyvtár, Békéscsaba, 1983
- Péter László: Annák, szerelmek. Nőalakok Juhász Gyula költészetében; Somogyi-könyvtár, Szeged, 1983 (A Somogyi-könyvtár kiadványai)
- Borbély Sándor: Juhász Gyula; Gondolat, Bp., 1983 (Nagy magyar írók)
- Juhász Gyula emlékülés; Városi Tanács, Makó, 1984 (A makói múzeum füzetei)
- Vér György: A néma költő. Cikkek, riportok Juhász Gyuláról; sajtó alá rend. Lengyel András, bev. Apró Ferenc; Szegedi Ny., Szeged, 1984
- Sík Sándor: Szegedi klasszikusok; szerk., bev. Péter László; Somogyi-könyvtár, Szeged, 1989
- Apró Ferenc: Írások Juhász Gyuláról; Somogyi-könyvtár, Szeged, 1993 (Szegedi arcélek)
- F. Diósszilágyi Ibolya: Költő a holnap városában. Juhász Gyula nagyváradi évei; Literator, Nagyvárad, 1994
- Borbély Sándor: Klasszikusok rangrejtve. Költőportrék és verselemzések; General Press, Bp., 1996
- "Fekete album szürke erdejében". Juhász Gyula összes fényképe. Ikonográfia; összeáll. Macht Ilona, Tasi József; Magyar Irodalmi Múzeum, Bp., 1998 (Fotótéka)
- Borbély Sándor: Tükörkép Juhász Gyuláról; Gladiátor, Bp., 1999
- A félrecsúszott nyakkendő. Juhász Gyula szerelmei; szerk. Kelecsényi László; Holnap, Bp., 2003 (Szerelmes magyar írók)
- Magyar László: Milyen volt szőkesége... Juhász Gyula remeteévei; NAT, Nagyvárad, 2005 (NAT könyvek)
- Péter László: Bécsi hármaskönyv. Tömörkény István, Móra Ferenc, Juhász Gyula emlékei; Bába, Szeged, 2006
- Milyen volt. In memoriam Juhász Gyula; vál. szerk., összeáll. Lengyel András; Nap, Bp., 2009 (In memoriam)
- Péter László: Olvassuk Juhász Gyulát! Versmagyarázatok; Tiszatáj Alapítvány, Szeged, 2010 (Tiszatáj könyvek)
- Sándor János: Thália örökös jegyese, Juhász Gyula; Bába, Szeged, 2012
- Kovács Miklós: Egy költőóriás verscsodái. Juhász Gyula hite, hazaszeretete, szerelme; Kovács Miklós, Szeged, 2013
- Juhász Gyula könyvtára. Kísérlet a rekonstrukcióra; összeáll. Lengyel András; Pytheas, Bp., 2015

## Származása
| Juhász Gyula (Szeged, 1883. ápr. 4.– Szeged, 1937. ápr. 6.) költő | Apja: Juhász Illés (Szeged, 1853. júl. 20.– Szeged, 1902. máj. 26.) bencés kispap, postatiszt | Apai nagyapja: Juhász Pál (Szeged, 1805. jan. 25.– Szeged, 1871. márc. 14.) asztalosmester  | Apai nagyapai dédapja: Juhász István (? – ?) földműves                                                         |
| Juhász Gyula (Szeged, 1883. ápr. 4.– Szeged, 1937. ápr. 6.) költő | Apja: Juhász Illés (Szeged, 1853. júl. 20.– Szeged, 1902. máj. 26.) bencés kispap, postatiszt | Apai nagyapja: Juhász Pál (Szeged, 1805. jan. 25.– Szeged, 1871. márc. 14.) asztalosmester  | Apai nagyapai dédanyja: Juhász Ágnes (Szeged, 1780. okt. 8. – ?) Juhász István unokahúga                       |
| Juhász Gyula (Szeged, 1883. ápr. 4.– Szeged, 1937. ápr. 6.) költő | Apja: Juhász Illés (Szeged, 1853. júl. 20.– Szeged, 1902. máj. 26.) bencés kispap, postatiszt | Apai nagyanyja: Weiszberger Julianna (Szeged, 1816. jan. 21.– Szeged, 1896. jan. 22.)       | Apai nagyanyai dédapja: Weiszberger József (1800 előtt – ?)                                                    |
| Juhász Gyula (Szeged, 1883. ápr. 4.– Szeged, 1937. ápr. 6.) költő | Apja: Juhász Illés (Szeged, 1853. júl. 20.– Szeged, 1902. máj. 26.) bencés kispap, postatiszt | Apai nagyanyja: Weiszberger Julianna (Szeged, 1816. jan. 21.– Szeged, 1896. jan. 22.)       | Apai nagyanyai dédanyja: Kreutzberger Erzsébet Éva (Szeged, 1798. aug. 17. – ?)                                |
| Juhász Gyula (Szeged, 1883. ápr. 4.– Szeged, 1937. ápr. 6.) költő | Anyja: Kálló Matild (Szeged, 1862. márc. 14.– Szeged, 1953)                                   | Anyai nagyapja: Kálló Antal (Gyula, 1834. feb. 24.– Szeged, 1913. máj. 18.) gombkötő mester | Anyai nagyapai dédapja: Kálló Károly (Gyula, 1804. jan. 22. – 1884) gombkötő mester                            |
| Juhász Gyula (Szeged, 1883. ápr. 4.– Szeged, 1937. ápr. 6.) költő | Anyja: Kálló Matild (Szeged, 1862. márc. 14.– Szeged, 1953)                                   | Anyai nagyapja: Kálló Antal (Gyula, 1834. feb. 24.– Szeged, 1913. máj. 18.) gombkötő mester | Anyai nagyapai dédanyja: Verner Franciska (Gyula 1805. jan. 1. – Gyula, 1880)                                  |
| Juhász Gyula (Szeged, 1883. ápr. 4.– Szeged, 1937. ápr. 6.) költő | Anyja: Kálló Matild (Szeged, 1862. márc. 14.– Szeged, 1953)                                   | Anyai nagyanyja: Tokár Anasztázia (Szeged, 1835. okt. 25.– Szeged, 1884. márc. 14.)         | Anyai nagyanyai dédapja: Tokár József Mihály (Szeged, 1804. jún. 21. – ?)                                      |
| Juhász Gyula (Szeged, 1883. ápr. 4.– Szeged, 1937. ápr. 6.) költő | Anyja: Kálló Matild (Szeged, 1862. márc. 14.– Szeged, 1953)                                   | Anyai nagyanyja: Tokár Anasztázia (Szeged, 1835. okt. 25.– Szeged, 1884. márc. 14.)         | Anyai nagyanyai dédanyja: Kocsis Anasztázia (Szeged, 1811. jan. 17. – ?) Kocsis János és Verner Viktória lánya |